# Titanosiphon dracunculi
Titanosiphon dracunculi är en insektsart. Titanosiphon dracunculi ingår i släktet Titanosiphon och familjen långrörsbladlöss. Inga underarter finns listade i Catalogue of Life.